# Classe I (destroyer)
Pour les autres classes de navires du même nom, voir Classe I.
La Classe I est un groupe de 9 destroyers de la Royal Navy lancée entre 1936 et 1937.
Quatre autres navires ont été commandés par la marine turque. Deux serviront d'abord pour la Royal Navy.

## Conception
Cette classe I est une version identique de la classe G et H.
Le groupe I, commandé pour la Royal Navy a été commandé dans le cadre du programme de construction navale de 1935.
Le seul changement dans l'armement est l'intégration de deux rangées de 5 tubes lance-torpilles de 533 mm augmentant sensiblement le poids du navire.
Tous sont équipés pour pouvoir être convertis comme dragueur de mines avec Grenades anti-sous-marines et sonar de Lutte anti-sous-marine.
Les navires turcs de Classe I (Classe Demir Hisar) , sont similaires à leurs homologues britanniques mais ne sont équipés que de 2x4 tubes lance-torpilles.
La modernisation de début de guerre les équipe de plusieurs canons AA Oerlikon de 20 mm ou de canons doubles AA de 57 mm, de mortier anti-sous-marin et aussi de radar de surface et d'un système de radiogoniométrie dit Huff-Duff.

## Service
Ils ont servi durant la Seconde Guerre mondiale. Six ont été perdus durant les combats.

## Les bâtiments

### Les destroyers de classe I
| Pennant number | Nom            | Lancement        | Service effectif | Chantier naval                         | Fin de carrière                          | Photo |
| -------------- | -------------- | ---------------- | ---------------- | -------------------------------------- | ---------------------------------------- | ----- |
| D03            | HMS Icarus     | 26 novembre 1936 | 3 mai 1937       | John Brown & Company Clydebank         | Vendu pour démolition le 29 octobre 1946 |       |
| D61            | HMS Ilex       | 30 octobre 1936  | 7 juillet 1937   | John Brown & Company Clydebank         | Vendu pour démolition en 1946            |       |
| D44            | HMS Imogen     | 30 octobre 1936  | 2 juin 1937      | Hawthorn Leslie and Company Govan      | Coulé sur collision le 16 juillet 1940   |       |
| D09            | HMS Imperial   | 11 décembre 1936 | 30 juin 1937     | Hawthorn Leslie and Company Govan      | Sabordé le 29 mai 1941                   |       |
| D11            | HMS Impulsive  | 1er mars 1936    | 29 janvier 1938  | J. Samuel White Cowes                  | Démoli le 22 janvier 1946                |       |
| D02            | HMS Inglefield | 15 octobre 1936  | 25 juin 1937     | Cammell Laird Birkenhead               | Coulé le 25 février 1944                 |       |
| D10            | HMS Intrepid   | 17 décembre 1936 | 29 juillet 1937  | John I. Thornycroft & Company Woolston | Coulé le 26 septembre 1943               |       |
| D87            | HMS Isis       | 12 décembre 1936 | 2 juin 1937      | Yarrow Shipbuilders Glasgow            | Coulé le 20 juillet 1944                 |       |
| D16            | HMS Ivanhoe    | 11 février 1936  | 24 août 1937     | Yarrow Shipbuilders Glasgow            | Sabordé le 1er septembre 1940            |       |

### Les destroyers de classe Demir Hisar
| Pennant number | Nom                                                  | Lancement        | Service effectif | Chantier naval                                | Fin de carrière                       | Photo |
| -------------- | ---------------------------------------------------- | ---------------- | ---------------- | --------------------------------------------- | ------------------------------------- | ----- |
| H49            | HMS Inconstant ex-HMS Ithuriel - TCG Muavenet (1946) | 24 février 1941  | 24 janvier 1942  | Vickers-Armstrongs Barrow-in-Furness          | démoli en 1960 coulé le 10 avril 1940 |       |
| H05            | HMS Ithuriel ex-HMS Gayret                           | 15 décembre 1940 | 3 mars 1942      | Vickers-Armstrongs Barrow-in-Furness          | vendu pour démolition le 25 août 1945 |       |
|                | Sultan Hisar                                         | 17 décembre 1940 | 1942             | William Denny and Brothers Dumbarton (Écosse) | retiré du service en 1960             |       |
|                | Dermir Hisar                                         | 1941             | 1942             | William Denny and Brothers Dumbarton (Écosse) | retiré du service en 1960             |       |